# Covardia

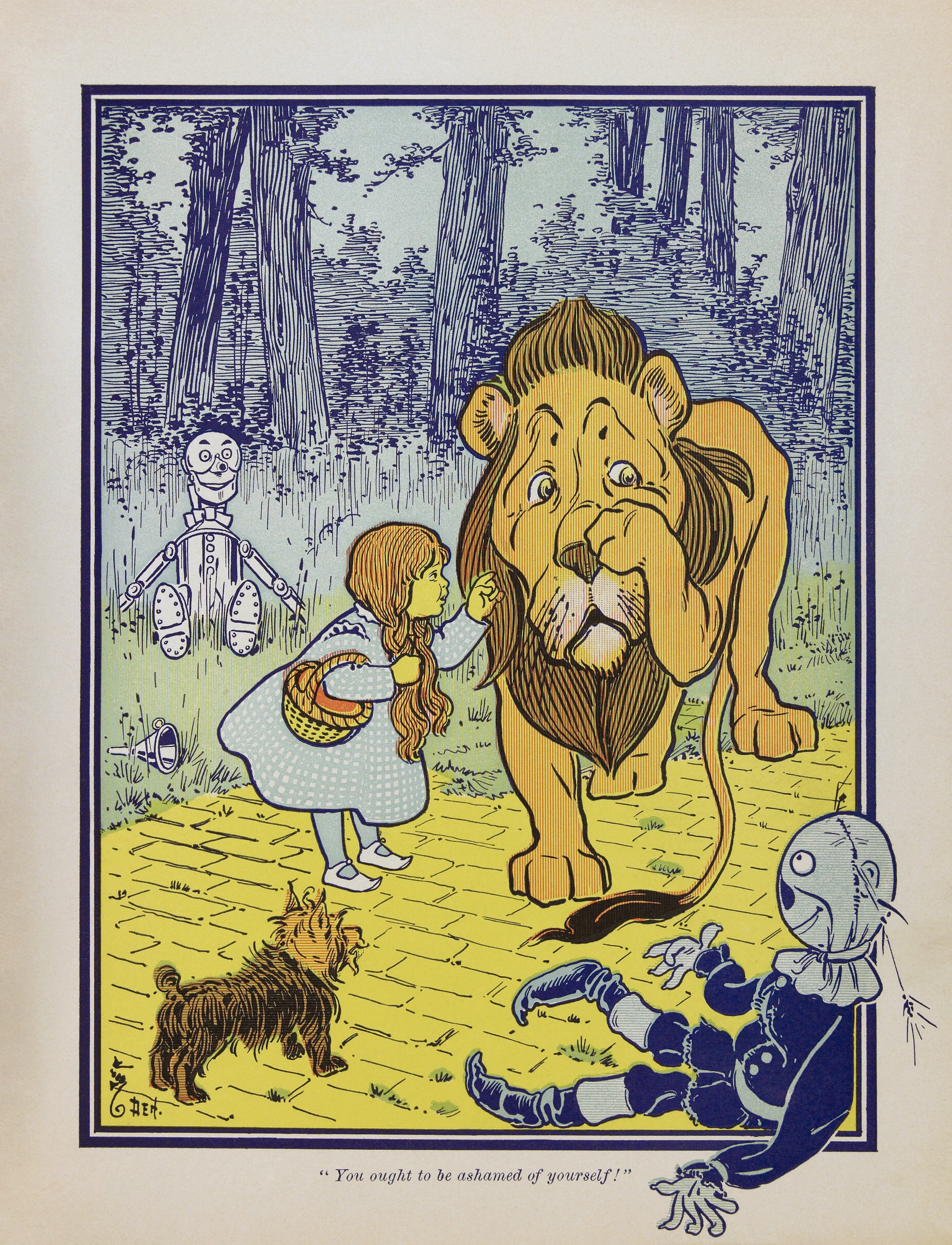
O Leão Covarde, de O Maravilhoso Mágico de Oz

A covardia é uma característica em que o medo excessivo impede um indivíduo de correr riscos ou enfrentar perigo. É o oposto da coragem. Como rótulo, “covardia” indica uma falha de caráter diante de um desafio. Aquele que sucumbe à covardia é conhecido como covarde.
Como o oposto da bravura, que muitas sociedades humanas históricas e atuais recompensam, a covardia é vista como uma falha de caráter que é prejudicial à sociedade e, portanto, o fracasso em enfrentar o medo é muitas vezes estigmatizado ou punido.

## Etimologia
De acordo com o Dicionário Online de Etimologia, a palavra covarde veio para o inglês da palavra francesa antiga coart (francês moderno couard ), que é uma combinação da palavra para "cauda" (francês moderno fila, latim cauda ) e um sufixo de substantivo de agente . Teria, portanto, significado "alguém com rabo", o que pode evocar a imagem de um animal exibindo o rabo em fuga de medo ("virar o rabo"), ou o hábito de um cão de colocar o rabo entre as pernas quando está com medo. Como muitas outras palavras inglesas de origem francesa, esta palavra foi introduzida na língua inglesa pelos normandos de língua francesa, após a conquista normanda da Inglaterra em 1066.
O sobrenome inglês Coward (como em Noël Coward), entretanto, tem a mesma origem e significado da palavra "cowherd".
Em alemão, a palavra se traduz em "Feigling" e "Weichei", sendo que este último se traduz literalmente como "ovo mole".

## Direito militar
Os atos de covardia são há muito tempo puníveis pela lei militar, que define uma vasta gama de crimes cobardes, incluindo a deserção face ao inimigo e a rendição ao inimigo contra ordens. A punição para tais atos é tipicamente severa, variando desde castigos corporais até a sentença de morte.
Os códigos militares de justiça dos Estados Unidos definem a covardia em combate como um crime punível com a morte.
Geralmente, a covardia era punível com execução durante a Primeira Guerra Mundial, e aqueles que eram capturados eram frequentemente levados à corte marcial e, em muitos casos, executados por pelotão de fuzilamento. Os soldados britânicos executados por covardia muitas vezes não eram homenageados em memoriais de guerra e as suas famílias muitas vezes não recebiam benefícios e tinham de suportar o estigma social. No entanto, muitas décadas depois, todos esses soldados receberam indultos póstumos na Lei das Forças Armadas do Reino Unido de 2006 e foram comemorados com o Memorial Shot em Dawn. Ao contrário das forças britânicas, canadenses, francesas, alemãs e russas, os militares dos EUA julgaram soldados por covardia, mas nunca levaram adiante a execução, enquanto os comandantes alemães estavam menos inclinados a usar a execução como forma de punição.
Controvérsia considerável foi gerada pelo historiador militar SLA Marshall, que afirmou que 75% das tropas de combate dos EUA na Segunda Guerra Mundial nunca dispararam contra o inimigo com o propósito de matar, mesmo quando estavam sob ameaça direta. O autor Dave Grossman tentou explicar essas descobertas em seu livro On Killing: The Psychological Cost of Learning to Kill in War and Society. As descobertas de Marshall foram posteriormente contestados como equivocados ou mesmo fabricados, e não foram replicados em um estudo mais rigoroso das tropas canadenses na Segunda Guerra Mundial.